# 1927 Suvanto
1927 Suvanto este un asteroid din centura principală, descoperit pe 18 martie 1936 de Rafael Suvanto.